# Litchi chinensis

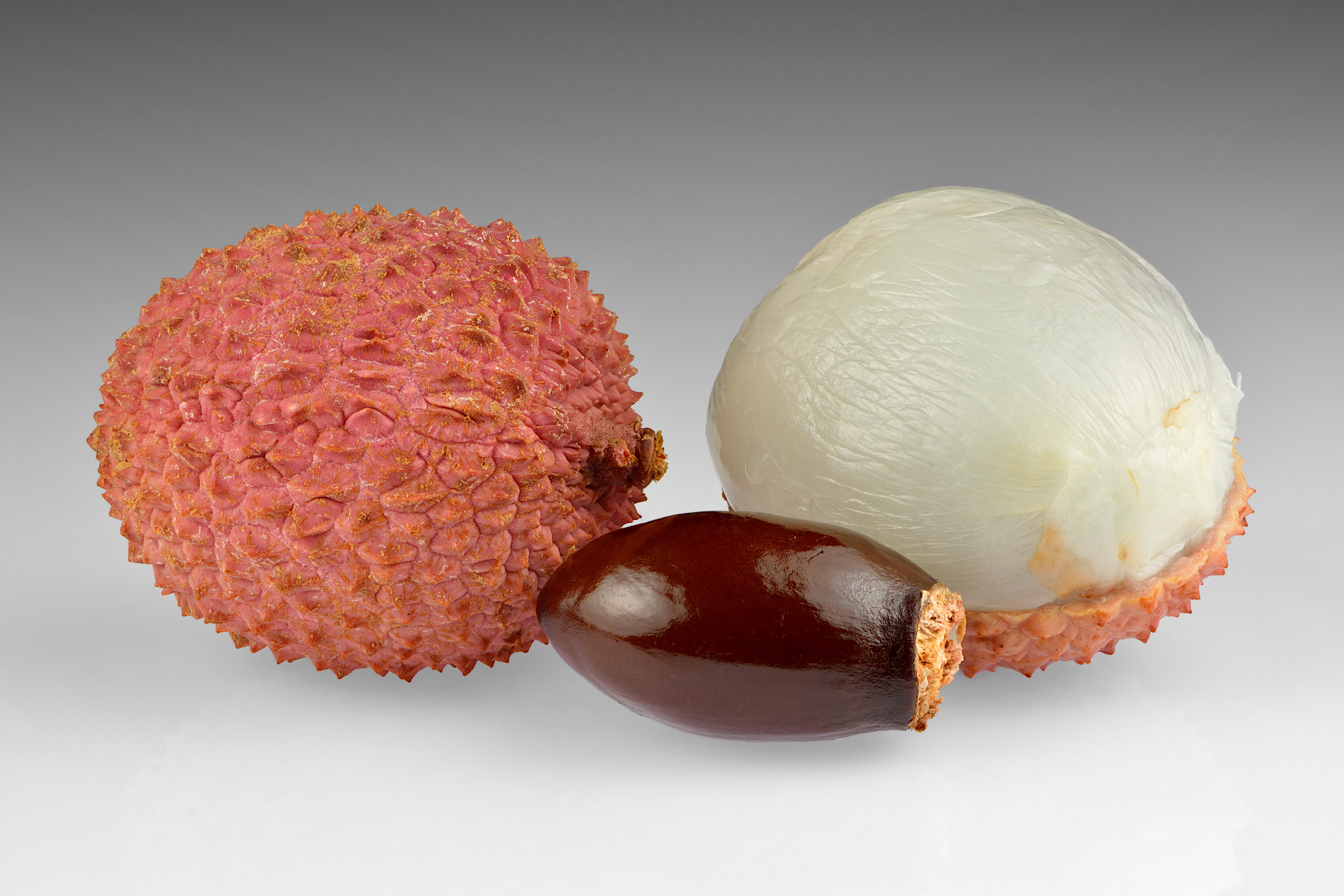
Frutos

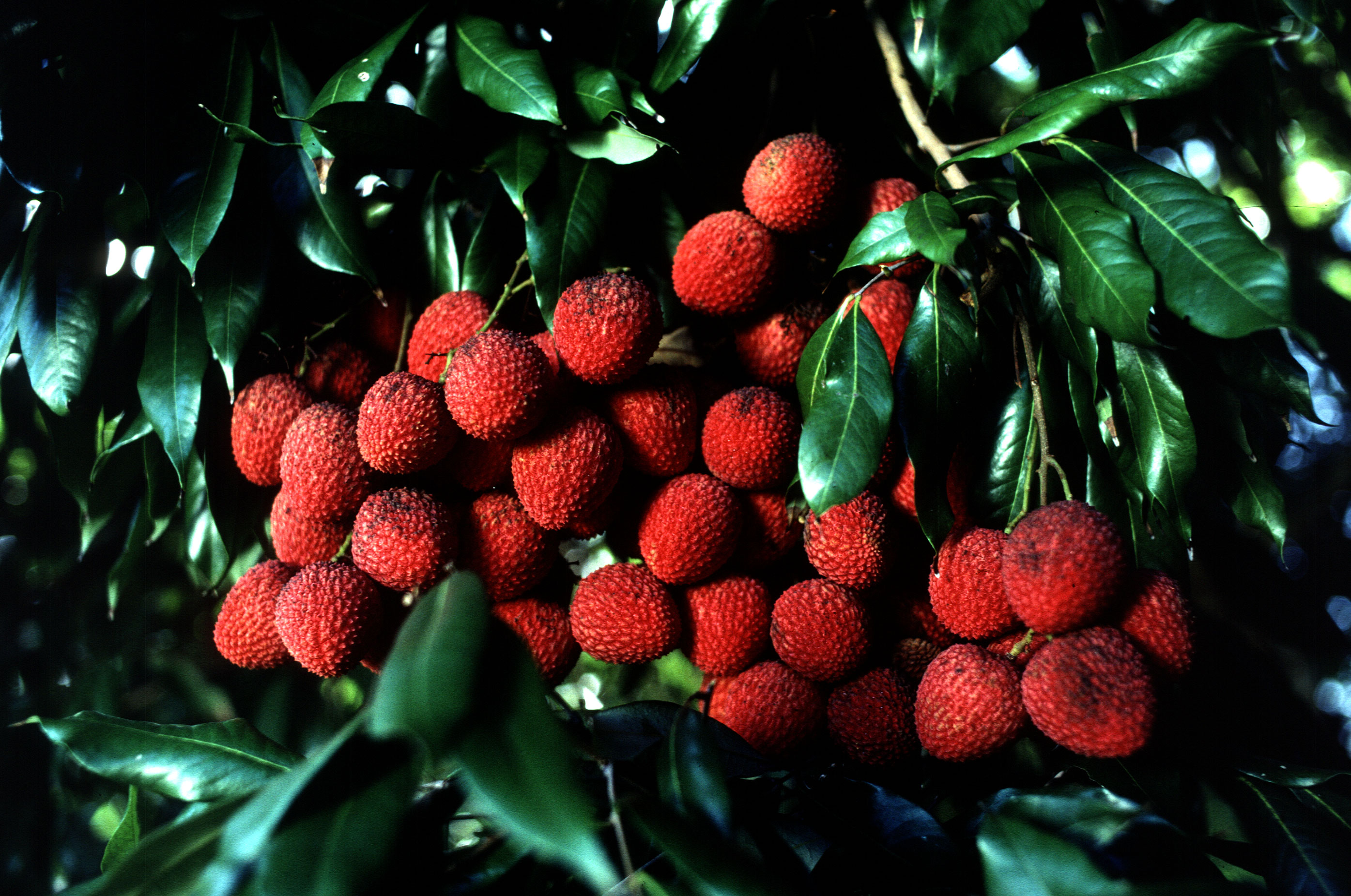
Litchi chinensis

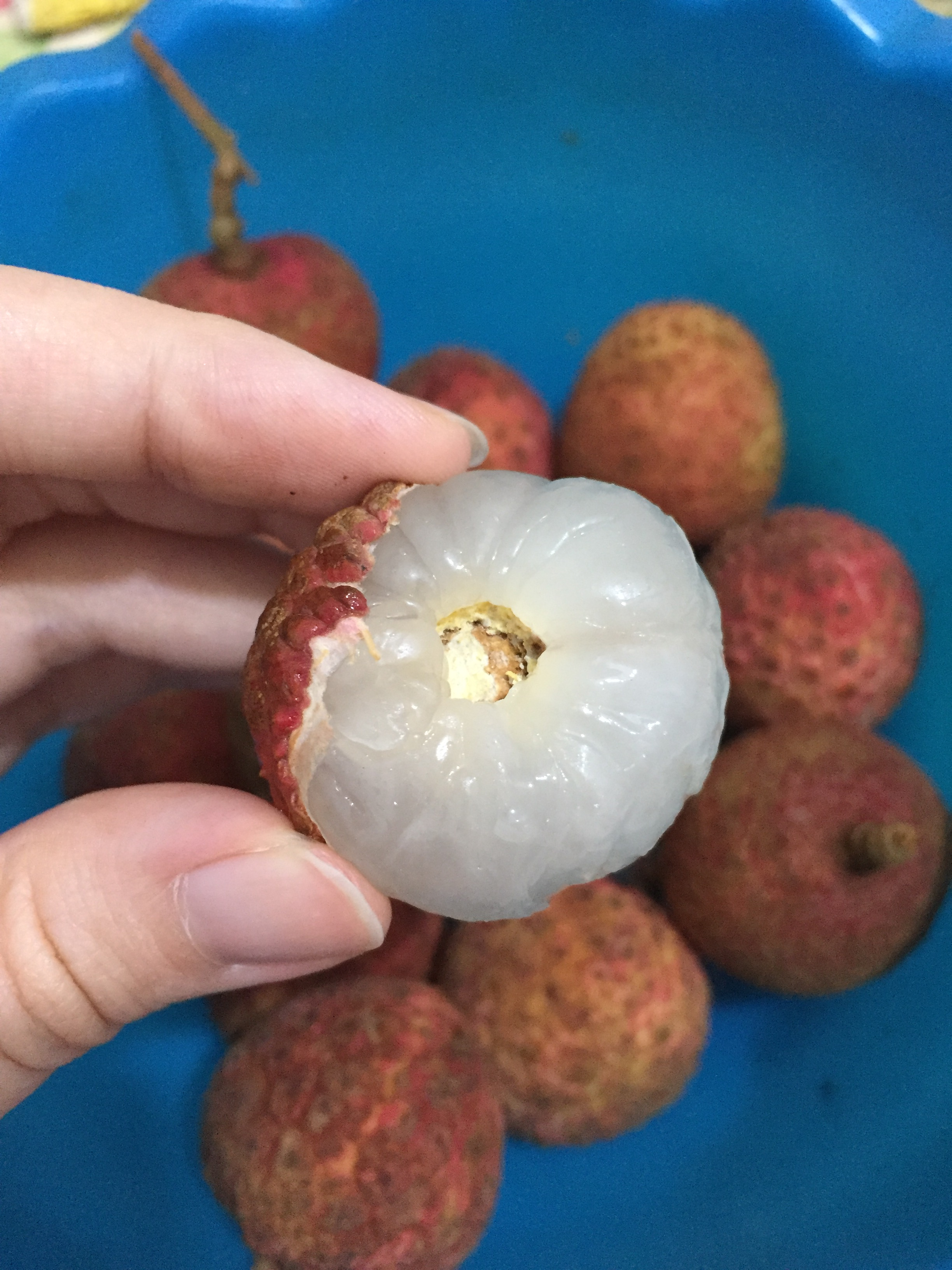
Litchi chinensis

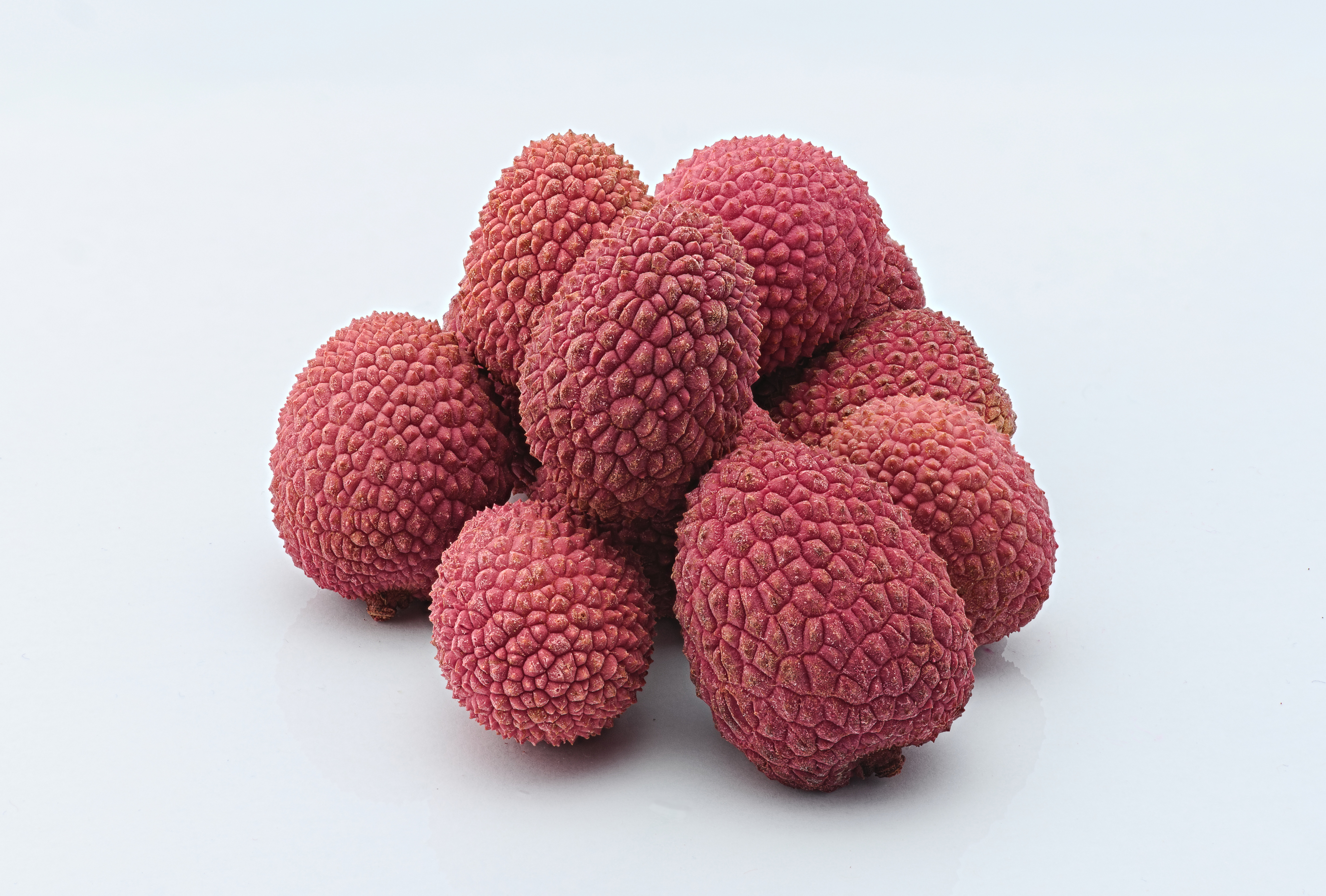
Litchi chinensis

Litchi chinensis, conocido normalmente como lichi o lechias, es un árbol frutal tropical originario del sur de China. Es el único representante del género Litchi.
Existen tres subespecies distintas de lichi. La más común es el lichi de Indochina, que se encuentra en China meridional, Malasia y el norte de Vietnam. Las otras dos son el lichi filipino (llamado localmente alupag o matamata) que sólo se encuentra en Filipinas y el lichi javanés cultivado en Indonesia y Malasia.El árbol se ha introducido en todo el sudeste asiático y sur de Asia. El cultivo en China está documentado desde el siglo XI.  China es el principal productor de lichis, seguido de India, Vietnam, otros países del sudeste asiático, otros países del sur de Asia, Madagascar y Sudáfrica. Es un árbol perennifolio alto, que da pequeñas frutas carnosas y dulces. El exterior del fruto es una cáscara blanda de color rojo rosado y textura rugosa.
Las semillas del lichi contienen metileno ciclopropil glicina, que ha causado hipoglucemia asociada a brotes de encefalopatía en niños indios y vietnamitas desnutridos que consumieron lichi. 

## Taxonomía

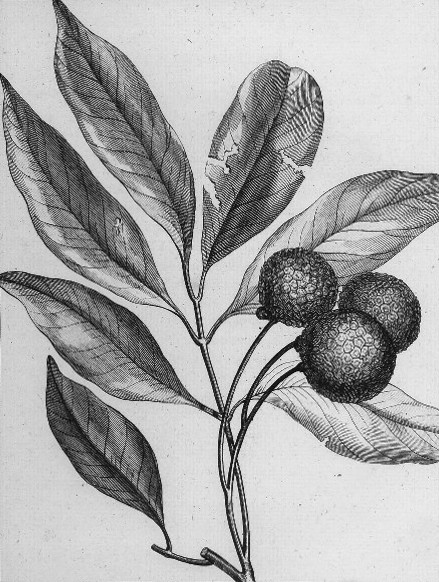
Dibujo de Pierre Sonnerat del Voyage aux Indes Orientales et à la Chine (1782)

Litchi chinensis es el único miembro del género Litchi de la familia arándano, Sapindaceae.
Fue descrita y nombrada por el naturalista francés Pierre Sonnerat en su relato "Voyage aux Indes Orientales et à la Chine, fait depuis 1774 jusqu'à 1781' (traducción: "Viaje a las Indias Orientales y a la China, realizado entre 1774 y 1781"), que fue publicado en 1782. Existen tres subespecies, determinadas por la disposición de las flores, el grosor de las ramitas, los frutos y el número de estambres.
- El Litchi chinensis subsp. chinensis es el único lichi comercializado. Crece de forma silvestre en el sur de China, en el norte de Vietnam y en Camboya. Tiene ramitas finas, las flores suelen tener seis estambres, los frutos son lisos o con protuberancias de hasta 2 mm (0,1 plg).
- Litchi chinensis subsp. philippinensis (Radlk.) Leenh. Es común en estado silvestre en Filipinas y rara vez se cultiva. Llamada localmente alupag, mata-mata, o matamata debido a su apariencia similar a un ojo cuando se abre el fruto, tiene ramitas delgadas, de seis a siete estambres, frutos largos y ovalados con protuberancias puntiagudas de hasta 3 mm (0,1 plg). [7]
- Litchi chinensis subsp. javensis. Sólo se conoce en cultivo, en Malasia e Indonesia. Tiene ramitas gruesas, flores con siete a once estambres en racimos sésiles, fruto liso con protuberancias de hasta 1 mm (0 plg). [3][8]

## Descripción
El litchi es un árbol de hoja perenne de tamaño medio, que puede alcanzar una altura de 12 m. Forma una densa copa redondeada. 
La corteza de tronco y ramas es de color grisáceo, lisa, la superficie del tronco puede ser irregular y estriada. Hojas coriáceas de color rojizo las juveniles y verde brillante al madurar; son pinnadas, divididas en 4 a 8 pares de folíolos elípticos o lanceolados, cada uno de 5 a 7 cm de longitud. 

Inflorescencia en panícula muy ramificada de entre 5 a 30 cm de longitud, con numerosas flores pequeñas (4-5 mm de diámetro) de color blanco amarillento o verdoso, con cáliz tetrámero y sin corola. Es una especie monoica, por lo que tiene flores femeninas y masculinas funcionales; las masculinas surgen primero. Es polinizada por diferentes insectos, moscas, avispas, abejas e incluso hormigas. 

La fruta es una drupa ovoide, acorazonada o casi redonda de unos 2,5 cm de diámetro o mayor. La parte exterior (epicarpio) es de color rosa intenso a rojo, de textura lisa o rugosa con protuberancias; fina y fácil de retirar. El mesocarpio (interior) está formado por una pulpa jugosa blanca y translúcida, de sabor dulce y fragante. En el centro se encuentra la semilla rodeada por un duro endocarpio.

### Fruta

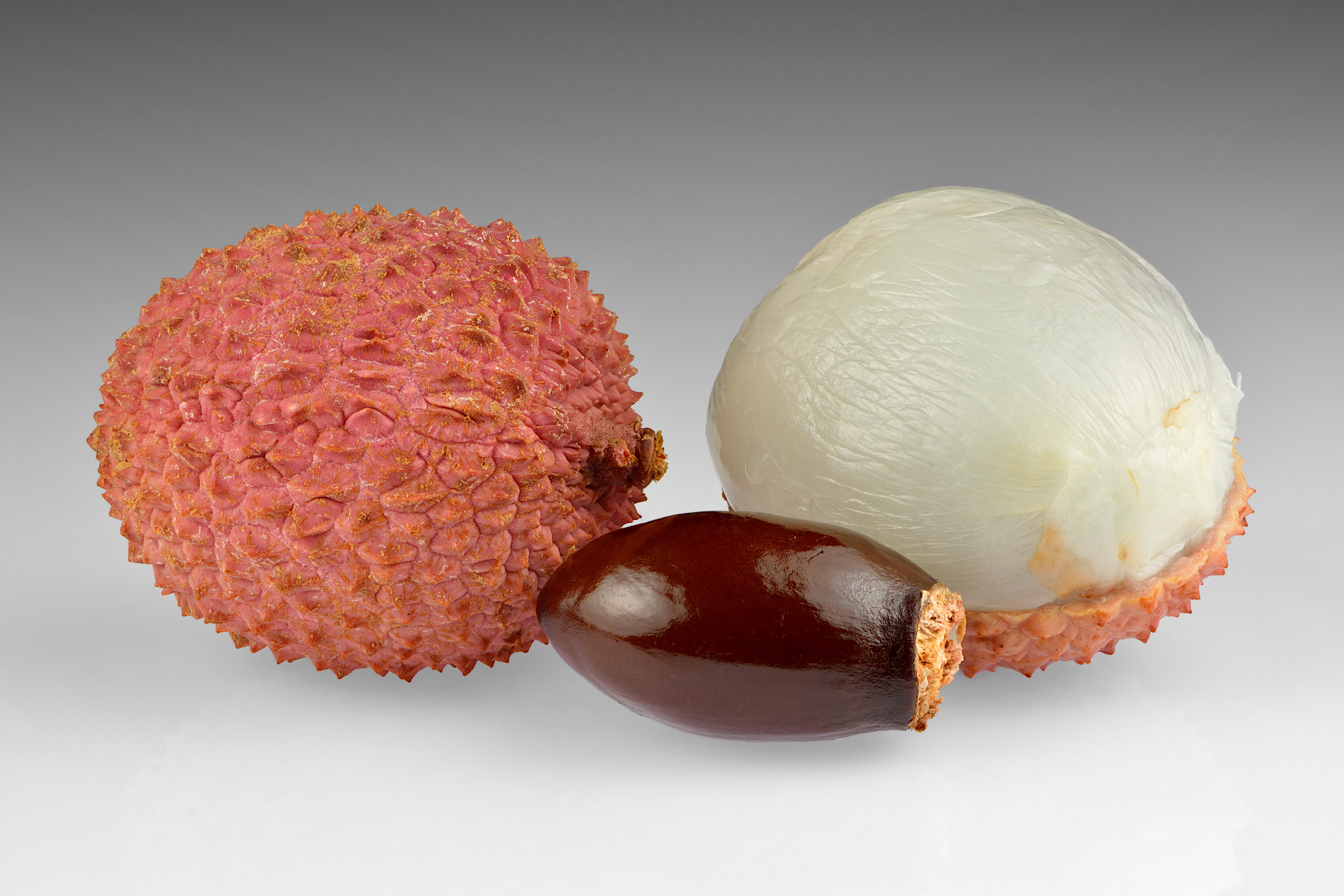
Fruto entero y abierto con semilla

El lichi da frutos carnosos que maduran en 80-112 días dependiendo del clima, la ubicación y el cultivar. La forma de los frutos varía de redonda a ovoide o acorazonada, de hasta 5 cm de largo y 4 cm de ancho, con un peso aproximado de 20 g.
La piel, fina y dura, es verde cuando está inmadura, madura a rojo o rojo rosado, y es lisa o está cubierta de pequeñas protuberancias afiladas de textura rugosa. La corteza no es comestible, pero se quita fácilmente para dejar al descubierto una capa de pulpa blanca translúcida con olor floral y sabor dulce. La piel se vuelve marrón y seca cuando se deja fuera después de la cosecha.
La parte carnosa y comestible del fruto es un arilo que rodea una semilla no comestible de color marrón oscuro de 1 a 3,3 cm de largo y de 0,6 a 1,2 cm de ancho. Algunos cultivares producen un alto porcentaje de frutos con semillas abortadas y arrugadas, conocidas como "lenguas de pollo". Estos frutos suelen tener un precio más elevado, debido a que su pulpa es más comestible. Dado que el sabor floral se pierde en el proceso de enlatado, el fruto suele consumirse fresco.

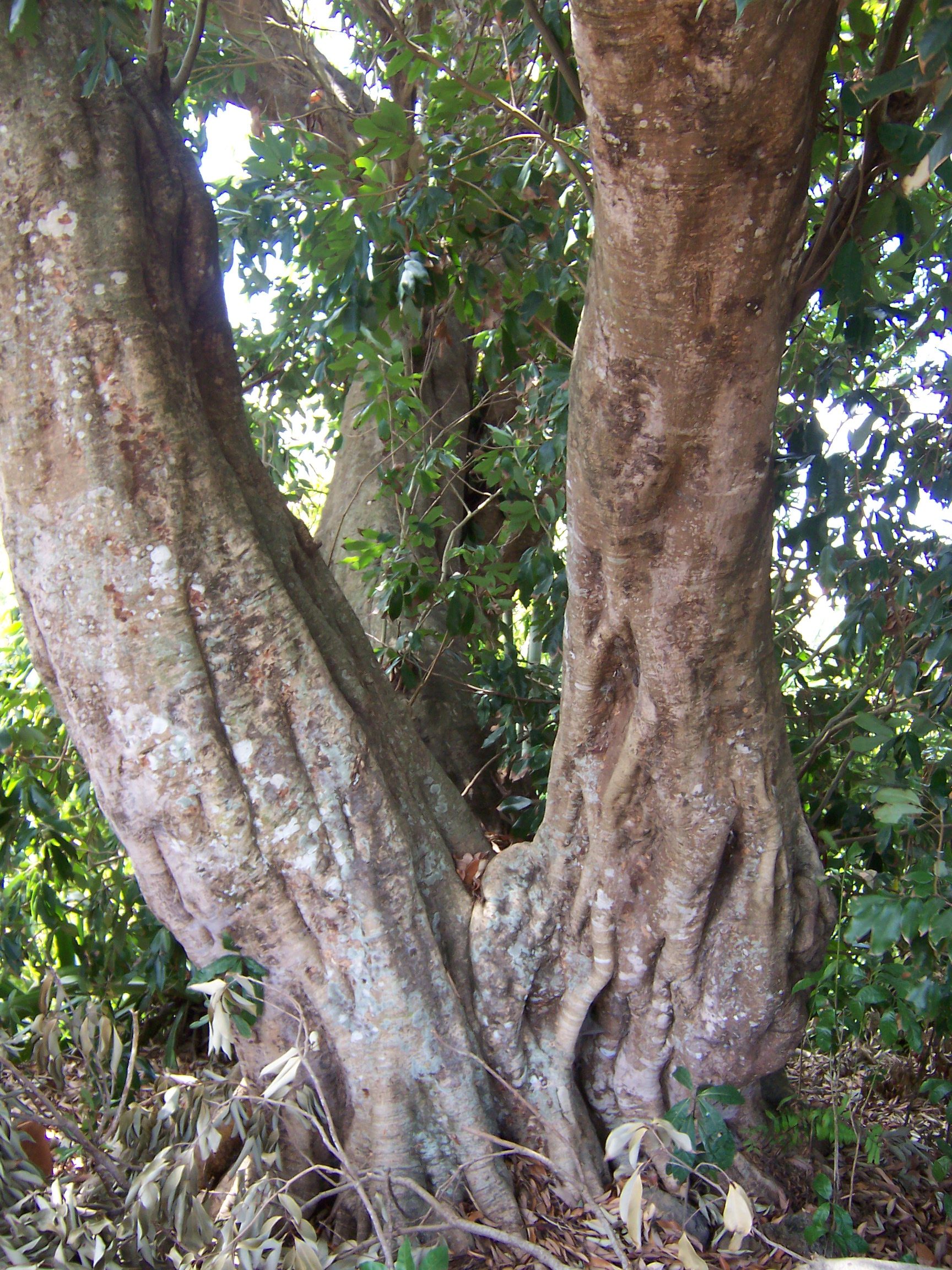
Aspecto del tronco
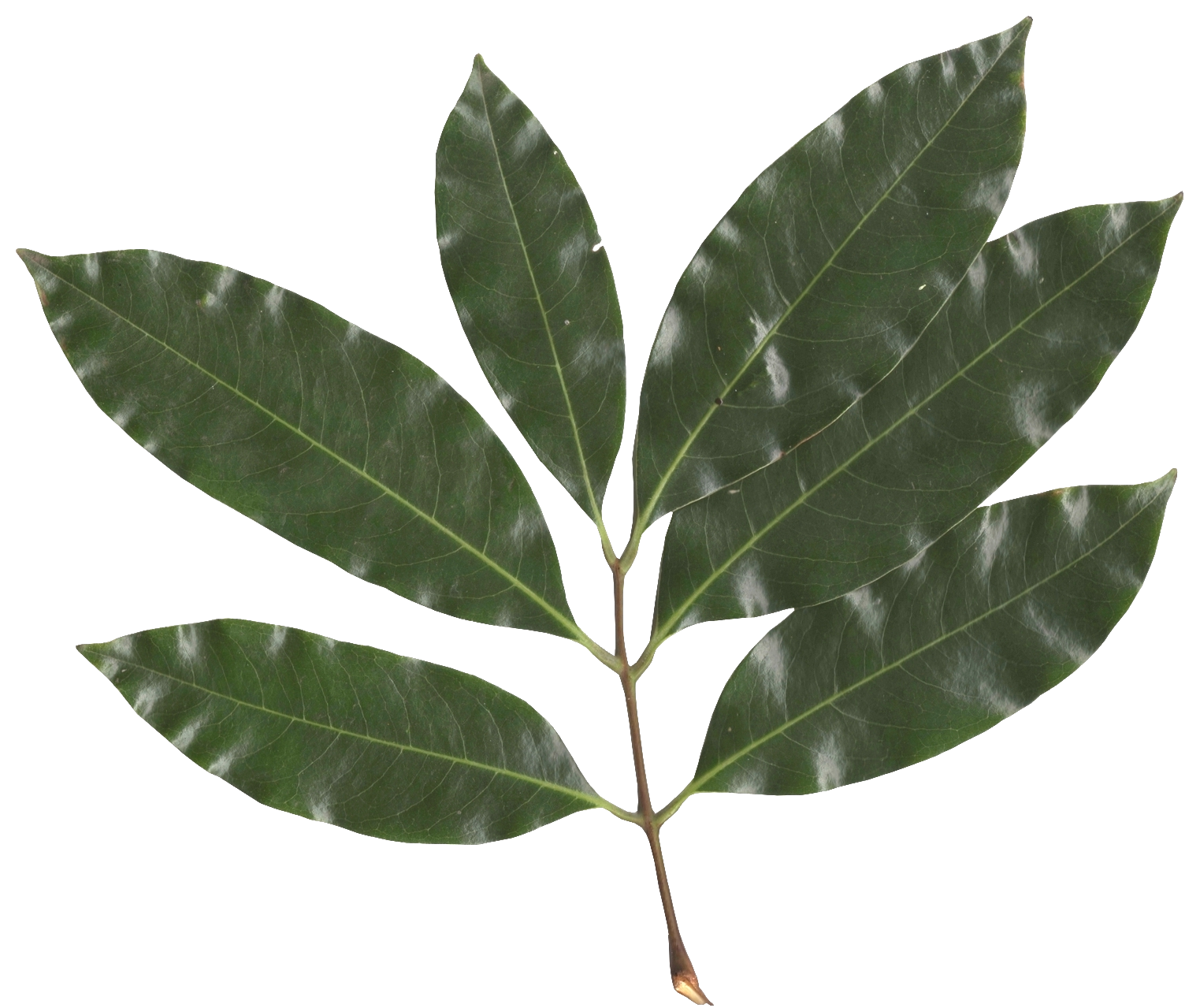
Hoja pinnada dividida en folíolos
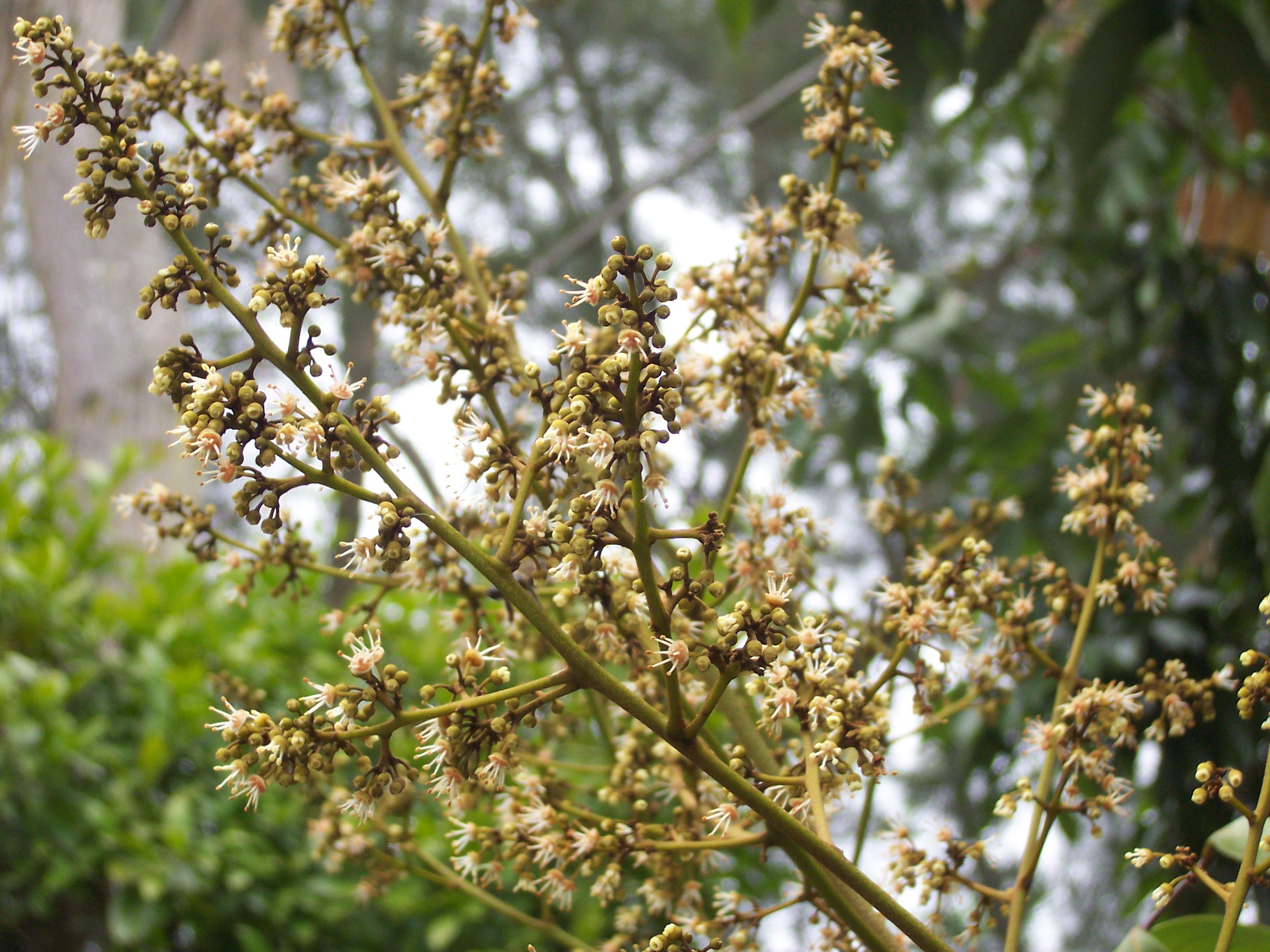
Flores
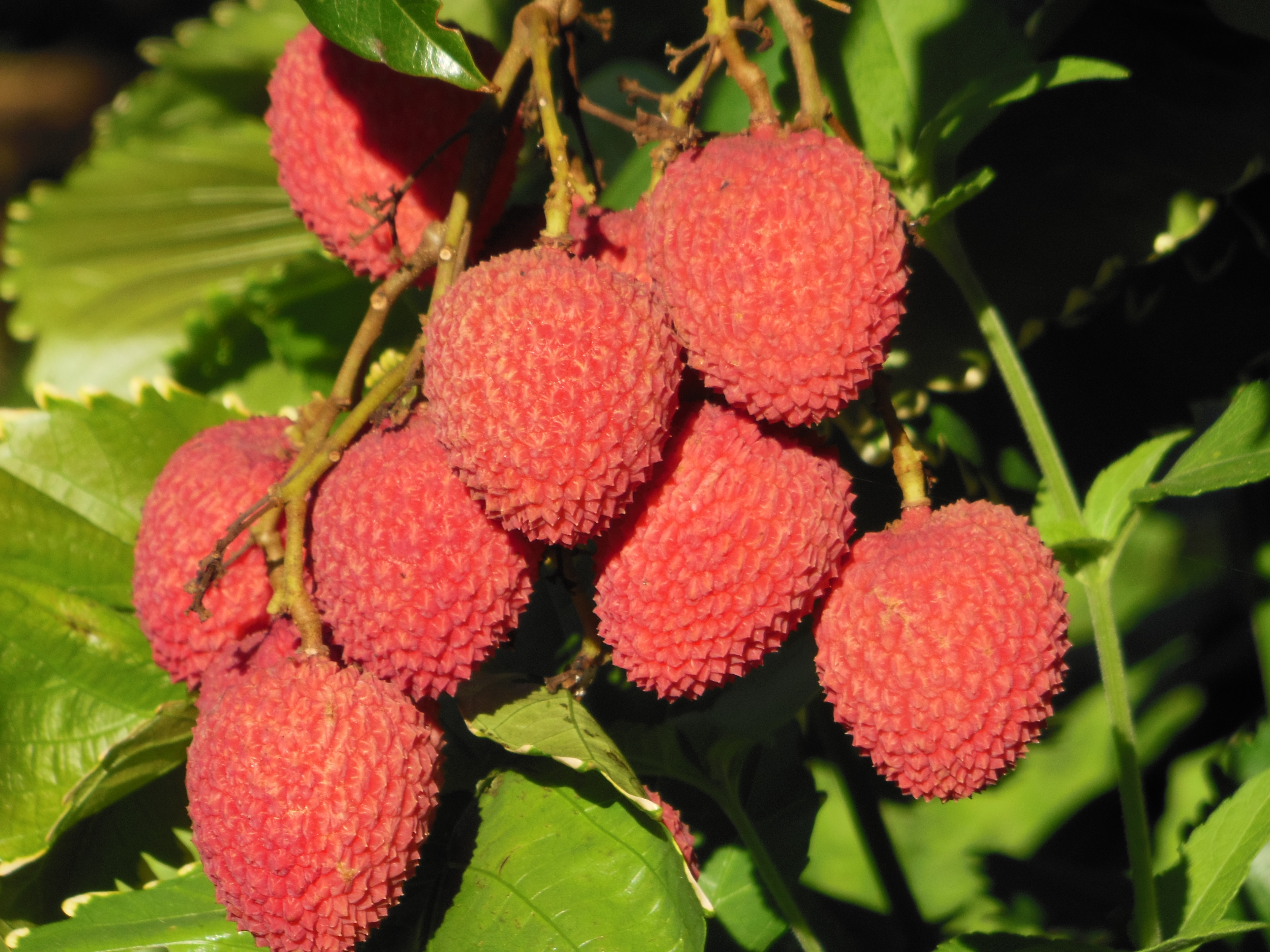
Frutos maduros
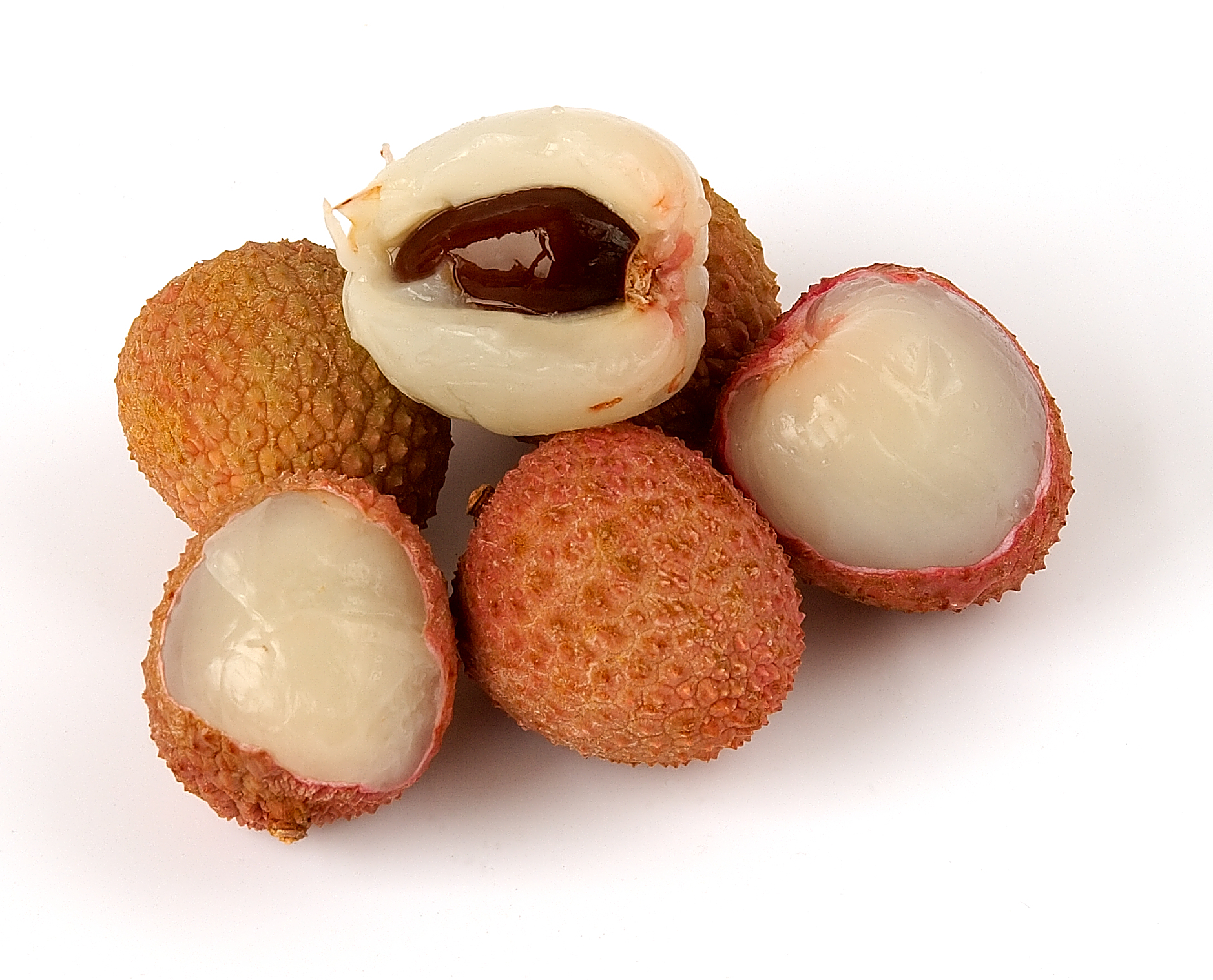
Frutos. Entero, corte pulpa y corte semilla.

## Distribución geográfica y hábitat
Especie nativa de China, Malasia y Vietnam. Se distribuye ampliamente por las regiones tropicales y subtropicales de Asia, India, Australia y Sudamérica.
Requiere un clima subtropical o al menos libre de heladas, con periodos secos y frescos y veranos con temperaturas altas, abundantes precipitaciones y humedad.

## Taxonomía
Se han descrito tres subespecies:
- Litchi chinensis subsp. chinensis- Crece en forma salvaje en el sur de China, el norte de Vietnam y Camboya.
- Litchi chinensis subsp. philippinensis (Radlk.) Leenh. - Crece en forma salvaje en Filipinas.

## Usos y cultivo
Se utiliza como árbol ornamental en parques y jardines.

Se cultiva en algunos lugares como árbol melífero, por su fruta rica en minerales (calcio y fósforo) Vitamina C, A, B1 y B2.

## Historia

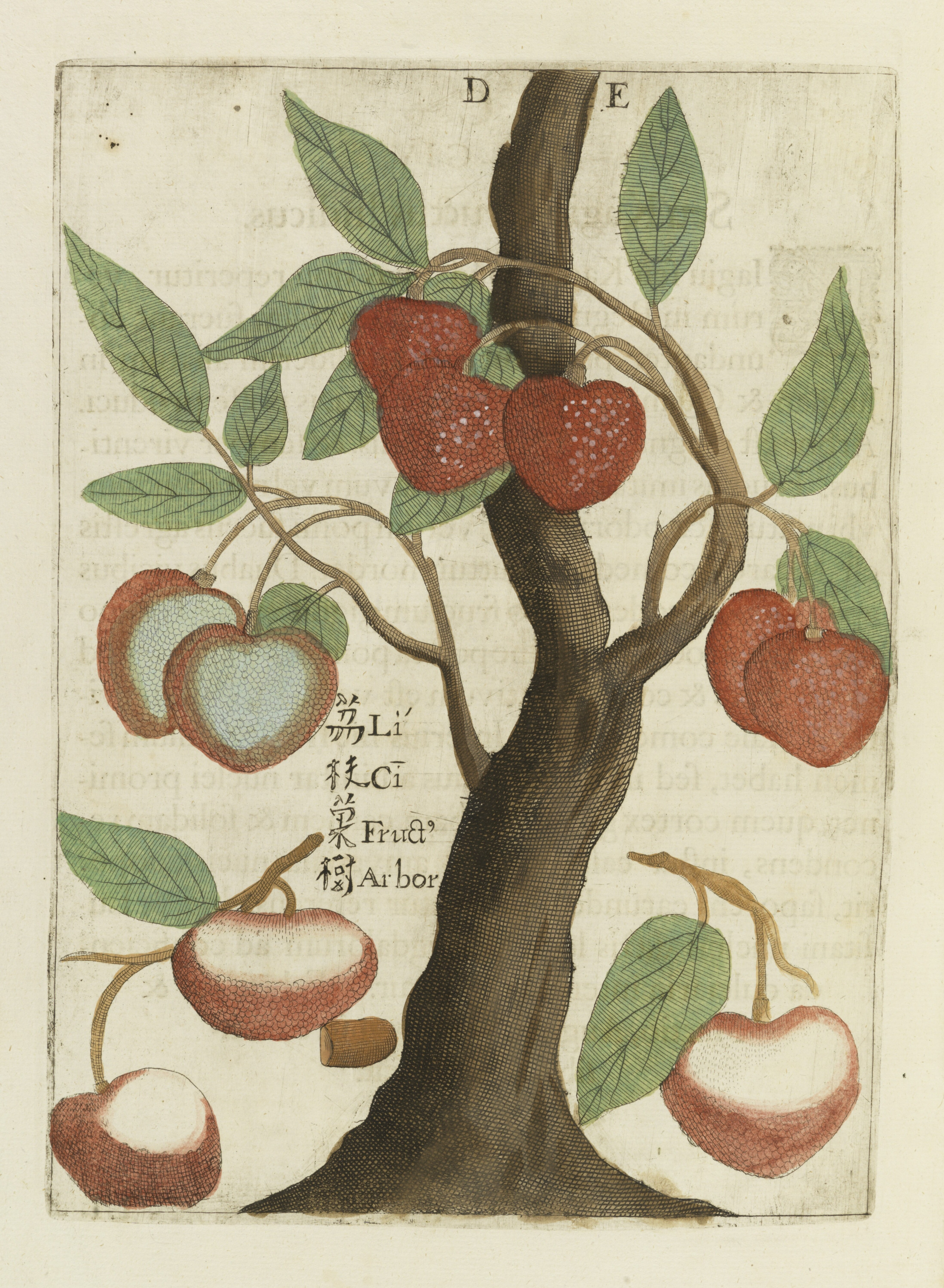
"Árbol frutal lichi" en el libro Flora Sinensis de Michal Boym (1657)

El cultivo del lichi comenzó en la región del sur de China, remontándose a 1059 d. C., Malasia y el norte de Vietnam. Registros no oficiales en China hacen referencia al lichi ya en el año 2000 a. C.. siguen existiendo árboles silvestres en partes del sur de China y en la isla de Hainan. Esta fruta se utilizaba como manjar en la corte imperial china.
En el siglo I, durante la dinastía Han, los lichis frescos eran un artículo de tributo popular, y su demanda en la Corte Imperial era tal que un servicio especial de mensajería con caballos veloces traía la fruta fresca desde Guangdong. Hubo una gran demanda de lichis en la dinastía Song (960-1279), según Cai Xiang, en su obra Li chi pu (Tratado sobre los lichis). También era la fruta favorita de la concubina del  Emperador Xuanzong de Tang, Yang Guifei. El emperador hizo que le llevaran la fruta a la capital con grandes gastos.
El lichi atrajo la atención de viajeros europeos como el obispo, explorador y sinólogo español Juan González de Mendoza, que en su Historia del grande y poderoso reino de China (1585; traducción inglesa de 1588), basada en los informes de frailes españoles que habían visitado China en la década de 1570, elogiaba la fruta de la siguiente manera:

Tienen una especie de ciruelas, que llaman lechias, que son de un sabor muy agradable, y nunca hacen daño a nadie, aunque coman un gran número de ellas.

Más tarde, el lichi fue descrito e introducido en Occidente en 1656 por Michal Boym, un misionero jesuita polaco (en aquella época Polonia estaba incluida en la Mancomunidad Polaco-Lituana).
El lichi se introdujo en la región de Pakistán (entonces Raj británico) en 1932 y siguió siendo una planta exótica hasta la década de 1960, cuando empezó la producción comercial. La producción del cultivo se extendió desde Begum Kot (distrito de Lahore), en Punjab, hasta Hazara, Haripur y Mirpur Khas.

### Doble domesticación
Los estudios genómicos indican que el lichi es el resultado de una doble domesticación por cultivo independiente en dos regiones diferentes de la antigua China.

## Cultivares

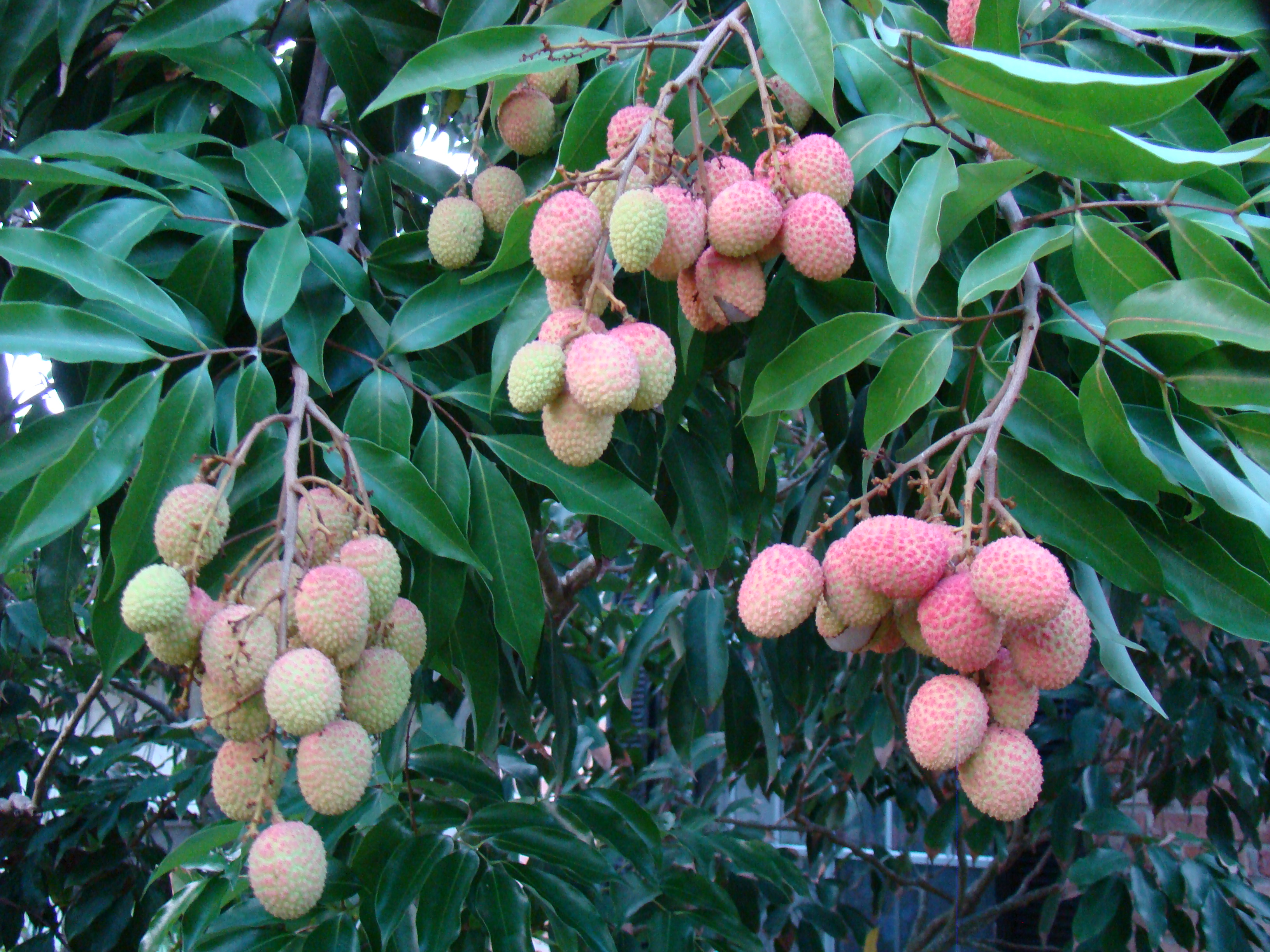
El cultivar Mauritius

Existen numerosos cultivares de lichi, con una considerable confusión en cuanto a su denominación e identificación. El mismo cultivar cultivado en climas diferentes puede producir frutos muy distintos. Los cultivares también pueden tener sinónimos diferentes en distintas partes del mundo. Los países del sudeste asiático, junto con Australia, utilizan los nombres chinos originales para los principales cultivares. India cultiva más de una docena de variedades diferentes. Sudáfrica cultiva principalmente el cultivar "Mauritius". La mayoría de los cultivares cultivados en Estados Unidos se importaron de China, excepto el "Groff", que se desarrolló en el estado de Hawái.
Los distintos cultivares de lichi son populares en diversas regiones y países. En China, los cultivares más populares son Sanyuehong, Baitangying, Baila, Muzaffarpur, Samastipur, Shuidong, Feizixiao, Dazou, Heiye, Nuomici, Guiwei, Huaizhi, Lanzhu y Chenzi. En Vietnam, el cultivar más popular es Vai Thieu Hai Duong. En EE. UU., la producción se basa en varios cultivares, como Mauritius, Brewster y Hak Ip. En la India se cultivan más de una docena de variedades, entre ellas Shahi (mayor porcentaje de pulpa), Dehradun, Early Large Red, Kalkattia y Rose Scented. 

## Toxicidad
La fruta contiene aminoácidos inusuales que interrumpen la gluconeogénesis y la β-oxidación de los ácidos grasos. Esto ha sido bien establecido en relación con el lichi, pero más particularmente, con el fruto de su primo, la planta akí (Blighia sapida), un miembro de las Sapindaceae originarias de África occidental y que fueron trasplantadas en el siglo XVIII al Caribe.